# Pétanque EuroCup
L'EuroCup de Pétanque est une compétition de clubs européens de Petanque, organisé par la Confédération Européenne de Pétanque (CEP) depuis 1998. Peuvent participer à l'EuroCup, les champions des divers pays affiliés ainsi que le tenant du titre.
Après une première phase de qualification en juillet, les vainqueurs de poules se retrouvent pour la finale en décembre.
Depuis 2014, huit clubs disputent la finale.

## Règles
Lors d'un match entre deux clubs, on dispute d'abord deux Triplette dont minimum une doit être mixte. Puis 6 Tête à Tête, dont obligatoirement une rencontre féminines, ainsi que deux Doublette, une mixte et une doublette libre.

## Palmarès
| Année     | Lieu                      | Vainqueur                       | Deuxième                        | Troisième                                 | Participants |
| --------- | ------------------------- | ------------------------------- | ------------------------------- | ----------------------------------------- | ------------ |
| 1997-1998 | Copenhague                | Nobel Pétanque Malmö            | Hvidovre Petanque Klub          | Helsinki Boule Gravesend R.F.C.           | 5            |
| 1999      | Genève                    | La Pétanque Génevoise           | Lindome BK                      | Düsseldorf sur Place Odense Petanque Klub | 6            |
| 2000      | Genève                    | PC Elite Bruxelles              | La Pétanque Génevoise           | BK Rövarekulan                            | 8            |
| 2001      | Bruxelles                 | Groupe Nicollin Montpellier     | PC Elite Bruxelles              | 1. PC Viernheim                           | 10           |
| 2002      | Montpellier               | Groupe Nicollin Montpellier     | S.B. Valle Maira Dronero        | La Pétanque Génevoise                     | 13           |
| 2003      | Montpellier               | Groupe Nicollin Montpellier     | Marais Montluçon                | PC Joli-Bois Bruxelles                    | 11           |
| 2004      | Rastatt                   | DUC Nice                        | PC Auderghem St-Anne Bruxelles  | S.B. Valle Maira Dronero                  | 15           |
| 2005      | Nice                      | Star Masters Barbizon-Paris     | DUC Nice                        | PC Joli-Bois Bruxelles                    | 16           |
| 2006      | Lons-le-Saunier           | Joli-Bois Bruxelles             | Star Masters Barbizon-Paris     | DUC Nice                                  | 16           |
| 2007      | Rastatt                   | Anpi Molassana-Casellesefrignal | PC Auderghem St. Anne Bruxelles | 1.PC Viernheim                            | 17           |
| 2008      | Gênes                     | DUC Nice                        | PC Auderghem St. Anne Bruxelles | Coccinelle PC Malmö                       | 20           |
| 2009      | Nice                      | DUC Nice                        | Marais Montluçon                | Bocciofila Valle Maira                    | 17           |
| 2010      | Nice                      | DUC Nice                        | CMO Bassens                     | Club Bouliste Monégasque                  | 22           |
| 2011      | Belvaux                   | Club Bouliste Monégasque        | DUC Nice                        | Joli-Bois Bruxelles                       | 21           |
| 2012      | Rastatt                   | La Ronde Pétanque Metz          | BC Bocciofila Taggese           | Joli-Bois Bruxelles                       | 22           |
| 2013      | Nieuwegein                | La Ronde Pétanque Metz          | BC Bocciofila Taggese           | CdP Les Cailloux                          | 22           |
| 2014      | Belvaux                   | BC Bocciofila Taggese           | Bouliste Monégasque             | Boule club Tromm La Ronde Pétanque Metz   | 23           |
| 2015      | Belvaux                   | BC Bocciofila Taggese           | La Ronde Pétanque Metz          | Riganelli-Esch Bouliste Monégasque        | 25           |
| 2016      | Borås                     | PC Pachy Waterloo               | La Ronde Pétanque Metz          | Boule Hedebo/KIF Le Leman Pétanque        | 25           |
| 2017      | Gersweiler                | ABC Draguignan                  | Bouliste Monégasque             | PC Pachy Waterloo S.B. Luigi Biarese      | 25           |
| 2018      | Saint-Yrieix-sur-Charente | CASE Nice                       | PC Pachy Waterloo               | Léman Pétanque San Giacomo                | 28           |
| 2019      | Saint-Yrieix-sur-Charente | Canuts de Lyon                  | Bouliste Monégasque             | BP Riganeli A.S. Bocciofila Valle Maira   | 16           |
| 2021      | Saint-Yrieix-sur-Charente | Fréjus International Pétanque   | Bouliste Monégasque             | ? ASD Circolo San Giacomo                 | 25           |